# Oduponkpehe
Oduponkpehe, besser bekannt als Kasoa, ist eine Stadt 25 km westlich von Accra, Ghana (Afrika). Sie ist mittlerweile mit dem Ballungsraum zusammengewachsen. Die Stadt liegt westlich des Weija-Stausees, in dem der Densu gestaut wird. 

## Bevölkerung
Die Stadt gehört zur Central Region und beherbergt 69.384 Einwohner (Stand 2010). Sie ist die zweitgrößte Stadt im Distrikt Awutu/Effutu/Senya nach der Distrikthauptstadt Winneba. Im Osten grenzt Kasoa an Ngleshie Amanfro in der Greater Accra Region. Der Ort ist in den letzten Jahrzehnten massiv gewachsen. Hatte er 1970 nur 863 Einwohner so war er 1984 schon auf 2597 angewachsen. 